# Stigmella lonicerarum
Stigmella lonicerarum is een vlinder uit de familie van de dwergmineermotten (Nepticulidae). De wetenschappelijke naam werd gepubliceerd in 1856 door Heinrich Frey.
De soort komt voor in Europa.